# Proitești, Mehedinți
Proitești este un sat în comuna Ponoarele din județul Mehedinți, Oltenia, România.